# Bacea (okręg Hunedoara)
Bacea – wieś w Rumunii, w okręgu Hunedoara, w gminie Ilia. W 2011 roku liczyła 335 mieszkańców.